# Тепловідвідна свердловина
Тепловідвідна свердловина — при підземній газифікації вугілля — свердловина для передачі теплової енергії підземного газогенератора з використанням рідинного теплоносія (перегрітої води).
Конструктивно тепловідвідна свердловина розташовується в підошві вугільного пласта, що відпрацьовується (газифікується), і оснащується герметичним трубним поставом, по якому рухається рідинний теплоносій. Важливою технологічною характеристикою тепловідвідних свердловин є розмір ділянки продуктивного теплообміну, який визначається довжиною високотемпературної зони (Т ≥ 300 °C) поблизу вогневого вибою, де відбувається основний теплообмін.
У роботах Заєва В. В. показано, що з однієї тепловідвідної свердловини за 300 днів можна отримати від 4 до 8 млн кВт·год. електроенергії. Якщо в енергетичному блоці нараховується 22 свердловини, то одержувана електроенергія відповідає показникам сучасної електростанції.